# Корейська імперія
Корейська імперія — назва Кореї з Реставрації Кванму 1897 до анексії Кореї Японською імперією в 1910. Нова назва присвоєна державі, що знаходилася до цього протягом 500 років під управлінням династії Чосон, для того, щоб підкреслити суверенітет та провести аналогії з давньокорейською державою Самхан.
У 1897 король Коджон повернувся в імператорський палац Токсугун з свого укриття в російському посольстві та оголосив про створення імперії.

## Історичні передумови
У 1894 Японська імперія, після переможної війни з Китаєм, почала проводити експансіоністську політику на сході континенту. Корея, що знаходилася під управлінням династії Чосон у занепаді, являла собою зручний плацдарм для зміцнення позицій Японської імперії в регіоні. Після договору Сімоносекі Японська імперія отримала контроль над півостровом Ляодун, що стурбувало Російську імперію, оскільки представляло загрозу її інтересам на Далекому Сході. Остання з часом привернула на свій бік Німецьку імперію та Французьку республіку.
Під тиском цих трьох держав Японська імперія відступила, після чого Російська імперія стала відігравати головну роль в регіоні, зайнявши місце Китаю, підтримкою якого користувався королівський двір Кореї.
Дружина короля Коджона, королева Мін, цілком допомагала боротьбі проти японського тиску. 8 жовтня 1895 вона була жорстоко вбита японськими солдатами під командуванням Міури Горо. Більшість вчених вважає, що Міура діяв за вказівкою когось із високопоставлених японських чиновників.

## Створення імперії
Після смерті дружини король Коджон у 1896 сховався в російському посольстві в Сеулі. До того часу японське втручання у внутрішню політику Кореї стало повсюдним і дуже глибоким. На ключових посадах у державі стояли або японці, або прояпонськи налаштовані місцеві чиновники. Корейська влада перестала контролювати ситуацію в країні. Набирав силу рух за незалежність Кореї.
У спробах врятувати політичну ситуацію в країні король Коджон проголосив Корею імперією та оголосив про початок нової епохи Кванму (кор. 광무, 光武). Себе він оголосив першим імператором Кореї. У 1897 році король Коджон, поступаючись тиску з боку Японії, повернувся у свій палацовий комплекс Чхандоккун (кор. 창덕궁, {{{2}}}) де оголосив про заснування «Великої Корейської імперії», офіційно оголосивши себе імператором Кванму (кор. 광무, 光武) (дослівно — воїн світла). Це означало повний кінець старої імперії Чосонів та традиційної системи залежності від китайської династії Цін. Відповідно до договору Шимоносекі 1895 року, уряд Китайської імперії змушений був надати повну незалежність Кореї. Назва з корейської (대한제국), буквально означає «Велику імперію Хан», яка має походження від Самхани, зокрема, Трьох королівств Кореї в традиції найменування нових держав після періоду світової ізоляції. Оголошення імперії в першу чергу полягало у визнанні незалежності Кореї від інших держав. Історичне значення залишилося тільки в китайської династії Цін. Все ж таки корейські династії визнали себе залежними від династії Цін і утримувалися від того, що коли-небудь заявляли про свою зверхність над Китаєм. Коли в Японії відбулося реставрації Мейдзі, імператор Японії був оголошений головою уряду держави. Отримавши новини про відновлення Мейдзі в Японії, корейський уряд відмовився визнати їх вищою імперією ніж імперія китайської династії. Але і Японія в свою чергу звернулася до Кореї як до рівноправної держави, а не як до підпорядковану китайську, адже зміни для Кореї стали можливими лише після китайсько-японської війни.
Однак, де-факто імперський уряд був нездатний контролювати ситуацію в країні, що з часом призвело до анексії Кореї Японською імперією.

## Модернізація імперії
Урядом Кванму була побудована сучасна міська інфраструктура. У 1898 році імператор підписав договір про створення спільного підприємства з американськими бізнесменами. Внаслідок цього була заснована «Hanseong Electric Company», завдяки чому відбулася електрифікація країни, а також з'явилися перші трамваї. Також була заснована компанія «Seoul Fresh Spring Water», завдяки якій у 1902 році в Кореї встановлено перший міжміський телефон. У цей час, поряд з модернізованими ткацькими заводами, які були створені завдяки зростанню попиту на текстиль, відбулися технологічні інновації в галузі ткацької промисловості. Наприклад, машини для прядіння та ткацтва полегшили працю робітників завдяки заміні їх на закордонні механічні машини. 

## Дипломатичні відносини з іншими країнами
- Японська імперія — 1876 ~ 1905
- США — 1882 ~ 1905
- Велика Британія — 1882 ~ 1905
- Німецька імперія — 1883 ~ 1905
- Королівство Італія — 1884 ~ 1905
- Російська імперія — 1884 ~ 1905
- Французька республіка — 1886 ~ 1905
- Австро-Угорщина — 1892 ~ 1905
- Імперія Цін — 1899 ~ 1905
- Бельгія — 1901 ~ 1905
- Данія — 1902 ~ 1905

## Протекторат Японії

Імператорська печатка 1905—1910 рр.

22 серпня 1904 року був підписаний перший договір про співпрацю між Японією та Кореєю, що отримав назву « Перша японсько-корейська конвенція». 17 липня 1905 року Японія уклала з США меморандум Тафт-Кацура щодо американсько-японських відносин поміж членами урядів Сполучених Штатів та Японії. Прем'єр-міністр Японії Таро Кацура скористався можливістю співпраці, яку запропонував консультант з питань військових дій у Токіо Вільям Говард Тафт, щодо корейського питання відповідно до якого США обіцяли не втручатися в політику Японії щодо Кореї, японський уряд вирішив остаточно затвердити свої позиції на Корейському півострові. Для цього було також необхідно домогтися згоди Великої Британії, що і було зафіксовано в другій редакції англо-японського союзу, підписаної в липні 1905.
Повноважний представник Японії Іто Хіробумі прибув у Хансон і провів кілька зустрічей з імператором Кореї Коджоном і корейськими міністрами. У ході первинних переговорів не вдалося отримати згоди корейського керівництва, в результаті чого японська сторона зважилася вдатися до військового тиску. 17 листопада 1905 частини японських військ, що знаходилися в Кореї згідно союзному договору, підписаного в 1904, оточили палац імператора Коджона. Під час засідання кабінету міністрів, що проходив в оточеному палаці, Іто Хіробумі зажадав від них згоди на японський протекторат. Коджон ухилився від прямих переговорів, прем'єр-міністр Хан Гюсоль рішуче виступив проти договору, в результаті чого був ізольований японськими солдатами в окремій кімнаті. В результаті глава корейського МЗС і ще четверо міністрів підписали договір, підготовлений японськими представниками.
За угодою Корея втрачала право на проведення своєї зовнішньої політики, крім того, вся торгівля в корейських портах здійснювалася під наглядом японців. Двоє корейських міністрів не підписали договір, неясно також, чи став ставити свою особисту печатку на нього імператор Коджон (без цього договір не вважався дійсним). Через це ряд істориків, особливо корейських, ставлять під сумнів юридичну правомочність договору. Однак, користуючись переважною військовою та політичною перевагами, Японія втілила в життя всі положення договору.
У 1907 році імператор Коджон змушений був відректися від трону на користь свого сина Сунджона. Спроби Конджона відправити делегацію до Гааги, щоб представити Договір про протекторат як несправедливий й анулювати його, закінчилися не на користь імперії. Країни-учасниці конференції відмовили надати корейцям право голосу. Його син Сунджон самостійної політики не проводив і фактично був маріонетковим правителем в руках японців. У період його правління корейська армія, за винятком одного батальйону, була розпущена. У цьому ж році між Японією і Кореєю були укладені 2 договори про приєднання Кореї до Японії на правах гібридного миру. 22 серпня 1910 року Корейська імперія була примусово приєднана Японією, яке позбавило повністю суверенітету Кореї.